# Pitcairnia burle-marxii
Pitcairnia burle-marxii är en gräsväxtart som beskrevs av Pedro Ivo Soares Braga och Dimitri Sucre Benjamin. Pitcairnia burle-marxii ingår i släktet Pitcairnia och familjen Bromeliaceae. Inga underarter finns listade i Catalogue of Life.